# Cristòfor Solé i Mèlich
Cristòfor Solé i Mèlich (Gavà, 1884-1947) va ser un pagès i polític català. Després de les eleccions municipals del 1931 va ser escollit primer tinent d'alcalde de Gavà. Aquestes eleccions, però, es van repetir poc després perquè se sospitava que havien estat manipulades per part dels cacics locals. Després d'aquesta nova convocatòria va ser escollit alcalde, responsabilitat que va ocupar fins als fets d'octubre del 1934. Solé va recuperar l'alcaldia el 1936 amb la victòria del Front d'Esquerres però va dimitir poc després.